# Али Конди
Алисън „Али“ Конди (на английски: Ally Condie) е американска писателка на бестселъри в жанра паранормален любовен роман и фентъзи.

## Биография и творчество
Алисън Брейтуейт Конди (на английски: Allyson Braithwaite Condie) е родена на 2 ноември 1971 г. в Сидър Сити, Юта, САЩ, в семейство на мормони. Майка ѝ е художник. Завършва университета „Бригъм Йънг“ със специалност преподаване на английски език. Работи като преподавател на тийнейджъри в продължение на три години, първоначално в Юта, а след това в северната част на щата Ню Йорк.
Наследила любовта към книгите от майка си, тя винаги е мечтала да бъде писателка. Започва да пише, когато се ражда първия ѝ син.
След дълги опити през 2006 г. е издадена първата ѝ книга „Yearbook“ от едноименната юношеска поредица.
След още два самостоятелни романа, които са забелязани от критиката, през 2010 г. е издаден първият роман „Подборът“ от известната ѝ едноименна поредица паранормални любовни романи. Той става международен бестселър, преведен е на повече от 30 езика, и прави писателката известна.
Али Конди е омъжена за Скот Спенсър Конди и има трима сина и дъщеря. Живее със семейството си в Орем, Юта, и Итака, щат Ню Йорк.

## Произведения

### Самостоятелни романи
- Freshman for President (2008)
- Being Sixteen (2010)
- Atlantia (2014)
- Summerlost (2016)
- The Last Voyage of Poe Blythe (2019)

### Серия „Годишник“ (Yearbook)
1. Yearbook (2006)
2. First Day (2007)
3. Reunion (2008)

### Серия „Подборът“ (Matched)
1. Matched (2010)
Подборът, изд.: ИК „Кръгозор“, София (2011), прев. Паулина Мичева
2. Crossed (2011)
Кръстопът, изд.: ИК „Кръгозор“, София (2011), прев. Паулина Мичева
3. Reached (2012)

### Серия „Мрачни дълбини“ (DarkDeep) – с Брендън Райч
1. The DarkDeep (2018)
2. The Beast (2019)
3. The Torchbearers (2020)

### Разкази
- Leaving (2011)